# Georg Kulka
Georg Kulka (* 5. Juni 1897 als Georg Christoph Kulka in Weidling/Niederösterreich; † 29. April 1929 in Wien) war ein österreichischer Schriftsteller.

## Leben
Georg Kulka war der Sohn eines jüdischen Getreidehändlers. Nach der Reifeprüfung nahm er ab 1917 als Offizier der österreichisch-ungarischen Armee am Ersten Weltkrieg teil. Ab 1918 studierte er an der Universität Wien Philosophie. Gleichzeitig veröffentlichte Kulka, der Anfang der Zwanzigerjahre stark mit dem Anarchismus sympathisierte,  Gedichte in expressionistischen Zeitschriften wie Franz Pfemferts „Aktion“ und Wolf Przygodes „Das Gedicht“. Im Jahre 1920 erhob Karl Kraus in der „Fackel“ massive Plagiatsvorwürfe gegen Kulka, nachdem dieser in den „Blättern des Burgtheaters“ Auszüge aus Jean Pauls „Vorschule der Ästhetik“ unter eigenem Namen veröffentlicht hatte. Kulka machte zwar geltend, es sei ihm nur darum gegangen, auf Jean Paul aufmerksam zu machen, sein literarischer Ruf war jedoch soweit ruiniert, dass er sich aus dem literarischen Leben zurückzog. 1921 promovierte Georg Kulka mit einer Arbeit über Jean Paul zum Doktor der Philosophie. Von 1922 bis 1923 wirkte er als Hersteller im Potsdamer Verlag Kiepenheuer. Er heiratete 1923 die Schauspielerin Anna Höllering und führte nach dem Tod seines Vaters dessen Getreidehandlung weiter. 1929 beging Kulka in Wien Selbstmord. Er wurde auf dem Potsdamer Neuen Friedhof beigesetzt.
Georg Kulkas Werk umfasst in erster Linie Gedichte, die seit ihrer Wiederentdeckung in den Sechzigerjahren zum Teil als Vorläufer moderner experimenteller Lyrik angesehen werden.

## Werke
- Der Stiefbruder. Strache, Wien 1920.
- Der Zustand Karl Kraus. Waldheim-Eberle, Wien 1920 (zusammen mit Wolf Przygode).
- Requiem, G. Kiepenheuer, Potsdam 1921.
- Der Unsterblichkeitsgedanke bei Jean Paul bis zum Jahre 1797. Diss., Wien 1921.
- Aufzeichnung und Lyrik. Druck Hansjörg Mayer, Stuttgart 1963.
- Werke. Edition Text und Kritik, München 1987.
- Sichtbarkeit. Aufzeichnende Prosa. Prosagedichtezyklus. hochroth Verlag, Berlin 2011.